# Curse Your Branches
Curse Your Branches es el primer álbum de estudio de David Bazan, líder de la banda de indie rock Pedro the Lion. Fue lanzado el 1 de septiembre de 2009 por Barsuk Records. Fue puntuado 82/100 por los críticos de Metacritic, otorgándole una distinción de "aclamo universal"
El álbum empezó a grabarse en principios de 2008 hasta mediados de 2009 por David Bazan en su estudio en el sótano cerca de Seattle, Washington. Grabaciones, mezclas y masterizaciones adicionales fueron hechas por su colaborador y antiguo miembro de Pedro the Lion, T. W. Walsh en su estudio en Massachusetts.
El álbum debutó en la posición #1 en el Billboard Heatseekers y #116 en el Billboard 200 la semana de su lanzamiento.
El mismo día que el álbum fue lanzado, Bazan lanzó un cover de Bob Dylan, "The Man in Me" acompañado por "Hallelujah" de Leonard Cohen.

## Lista de canciones
Todas las canciones fueron escritas por David Bazan, excepto donde se marca
1. "Hard to Be" – 6:23
2. "Bless This Mess" – 3:57
3. "Please Baby, Please" – 3:49
4. "Curse Your Branches" – 3:34
5. "Harmless Sparks" – 2:30
6. "When We Fell" – 3:40
7. "Lost My Shape" – 3:44
8. "Bearing Witness" – 3:13
9. "Heavy Breath" – 3:19
10. "In Stitches" – 4:33

Pistas extras en iTunes Store
1. "The Man in Me" (Bob Dylan) – 2:55